# Бродерік Кроуфорд
Вільям Бродерік Кроуфорд (англ. William Broderick Crawford, 9 грудня 1911, Філадельфія — 26 квітня 1986, Ранчо-Міраж) — американський актор театру, кіно, радіо та телебачення.

## Вибрана фільмографія
- 1939: Засада / (Ambush) — Рендалл
- 1940: Сім грішників / (Seven Sinners) — Едвард Патрік «Маленький Нед» Фіннеган
- 1940: Техаські рейнджери знов у сідлі / (The Texas Rangers Ride Again) — Мейс Товнслі
- 1946: Відмовки / (The Runaround) — Луїс Прентісс
- 1947: Рабиня / (Slave Girl) — Чіпс Джексон
- 1949: Все королівське військо / (All the King's Men) — Віллі Старк
- 1950: Народжена вчора / (Born Yesterday) — Гаррі Брок
- 1955: Шахраї / (Il bidone) — Аугусто
- 1967: Червоний томагавк / (Red Tomahawk) — Колумбус Сміт
- 1977: Приватні файли Джона Едгара Гувера / (The Private Files of J. Edgar Hoover) — Джон Едгар Гувер
- 1981: Голий космос / (The Creature Wasn't Nice) — голос комп'ютера